# دوا (جینیسم)
کلمه سانسکریت Deva در جینیسم معانی متعددی دارد. در بسیاری از جاها این کلمه برای اشاره به Tirthankaras استفاده شده‌است. اما در عرف برای اشاره به فرد روشن بین به کار می‌رود.   بر اساس متون جین، روشن بینی (avadhi jnana) نیرو و قدرت برتر است.
افراد روشن شده در سطوح آگاهی متفاوتی قرار دارند.   - Vaimānika (سطح بالاتر موجودات اختری) است.
- شایستگی که به بالاترین حالت آگاهی مانند Sarvārthasiddhi منتهی می‌شود در Bharata, Airāvata و Videha Kshetra به دست می‌آید. [۴]